# Алтыновка (Сумская область)
Алты́новка (укр. Алти́нівка) — село, Алтыновский сельский совет, Конотопский район, Сумская область, Украина.
Код КОАТУУ — 5922680401. Население по переписи 2001 года составляло 1770 человек.
Является административным центром Алтыновского сельского совета, в который не входят другие населённые пункты.

## Название
Название села происходит тюркского алтын — золотой, золото. По другой версии название монеты за такую цену перевазили через реку, которая проходила через село.

## Географическое положение
Село Алтыновка находится на расстоянии в 4 км от сёл Спасское и Терехово.
Рядом проходят автомобильная дорога М-02 (E 101) и
железная дорога, станция Алтыновка.

## История
Село Алтыновка известно с первой половины XVII века.
Местное население сильно пострадало в результате Голодомора Украинской ССР в 1932—1933 и 1946—1947 годах.
После ликвидации Кролевецкого района 19 июля 2020 года село вошло в состав Конотопского района.

## Экономика
- Молочно-товарная ферма.
- ООО «Кролевецкий сырзавод».

## Объекты социальной сферы
- Школа.

## Достопримечательности

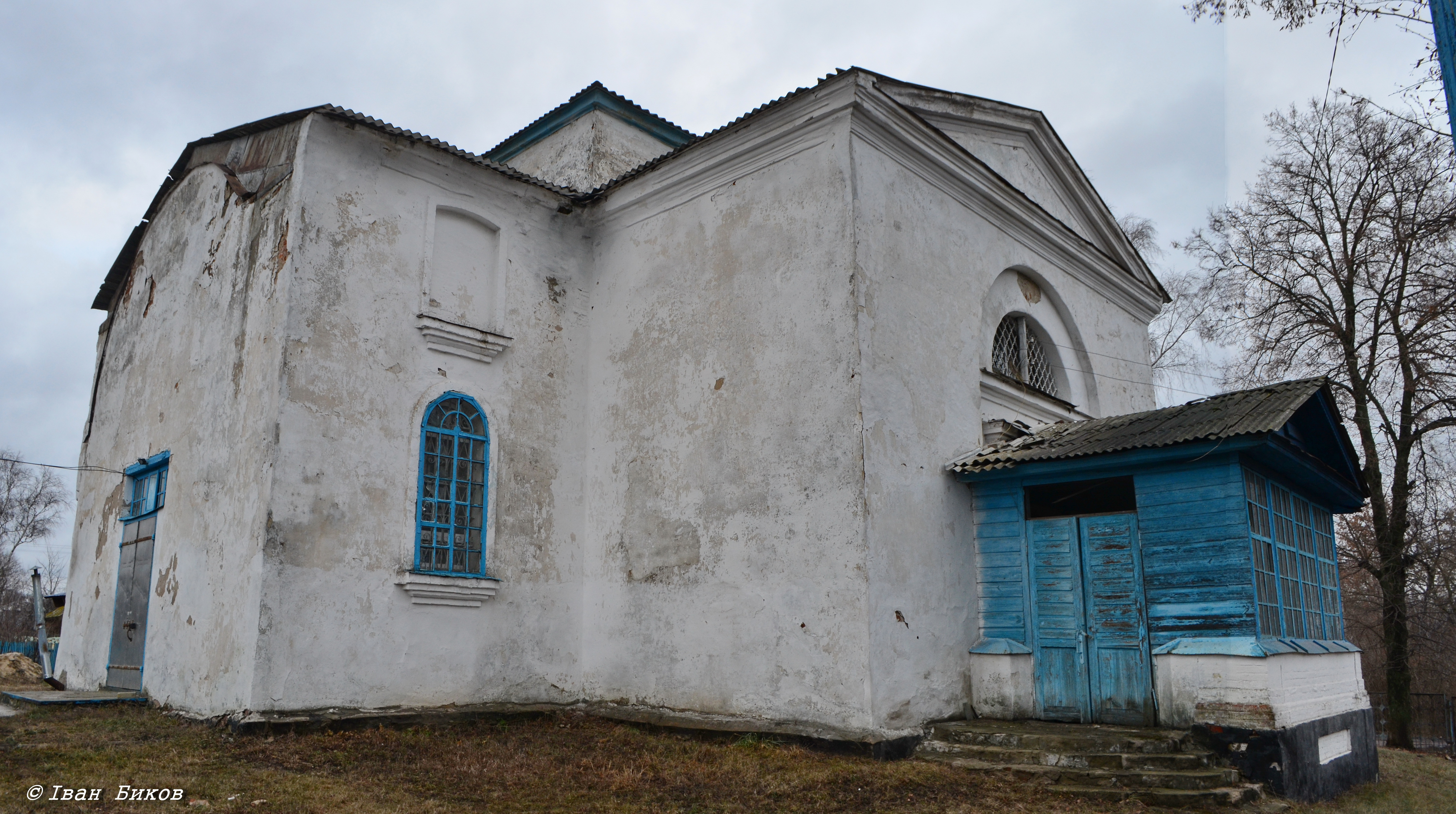
Церковь Покрова Богородицы

В селе находится памятник местного значения — Комплекс церкви Покрова Богородицы и церковно-парафиальная школа. Церковь была заложена в 1829 году, на месте древнего кладбища, где с 1691 года, располагалось деревянная церковь св. Кузьмы и Демьяна. Средства на строительство предоставили местный казак Лукьян Федченко, помещик Михаил Бутович и священник Христофор Вербицкий. Строительство завершилось около 1834 года.
Большевиками была разрушена колокольня и поврежден купол.

## Известные люди
- Кондратьев, Сергей Петрович (филолог) — филолог и переводчик.
- Демиденко, Иван Саввич — Герой Советского Союза.
- Епископ Феодор (в миру Николай Николаевич Маковецкий; ок. 1880—1925) — епископ Русской православной церкви